# 埃斯皮诺萨德洛斯卡瓦列罗斯
埃斯皮诺萨德洛斯卡瓦列罗斯，是西班牙卡斯蒂利亚-莱昂阿维拉省的一个市镇。 总面积19km2, 总人口104人（2001年），人口密度5人/km2。